# 加夫里基
50°45′42″N 34°10′2″E / 50.76167°N 34.16722°E
哈夫里基（烏克蘭語：Гаврики）是位於烏克蘭東北部的舊村莊，曾由蘇梅州的内德里海利夫区負責管轄，並於2013年被註銷。該村處於維利尚卡河畔，距離薩埃韋0.5公里，海拔高度177米，2001年人口6。